# Matt Ross (Fußballtrainer)
Matt Ross (* 4. Januar 1978 in Newcastle) ist ein australischer Fußballtrainer.

## Karriere
Ross war seit dem 1. Dezember 2015 Trainer des Frauenfußball-Bundesligisten 1. FFC Frankfurt und trat zunächst interimsmäßig die Nachfolge des zurückgetretenen Colin Bell an. Er hat zuvor in China und auf den Britischen Jungferninseln gearbeitet, 2013 wurde Ross beim amtierenden Champions-League-Sieger 1. FFC Frankfurt als Video-Analyst verpflichtet. Nach dem 4:1-Sieg gegen die TSG 1899 Hoffenheim am 15. Februar 2016 wurde er als Cheftrainer angestellt. Im September 2017 trennte sich der Verein von Ross.
Ross übernahm 2018 kurz den Vittsjö GIK und wurde im Dezember Trainer von Chinas U15-Frauen-Nationalmannschaft. Zwischen Dezember 2019 und August 2023 war er Assistenztrainer der Frauennationalmannschaft der Republik Korea. Seit August 2023 er ist Cheftrainer der U19–Männer von al-Qadisiyah in Al–Khobar, Saudi-Arabien.